# Vitticatantops burtti
Vitticatantops burtti är en insektsart som först beskrevs av Vitaly Michailovitsh Dirsh 1956.  Vitticatantops burtti ingår i släktet Vitticatantops och familjen gräshoppor. Inga underarter finns listade i Catalogue of Life.